# Inner Ear Studios
Inner Ear Studios — студия звукозаписи, основанная в Арлингтоне, штат Виргиния, и работающая с конца 1970-х годов. Изначально студия располагалась в подвале основателя Дона Зиентара, а затем много лет находилась на Саут-Окленд-стрит в Арлингтоне. Сейчас студия снова находится в подвале Дона и работает уже более 40 лет. За это время там записывались практически все самые известные и популярные группы Вашингтона. Студия сыграла важную роль в развитии хардкор-сцены в Вашингтоне, округ Колумбия.

## История
Студию Зиентара основал в своём собственном доме в Арлингтоне в конце 1970-х годов. Сначала Зиентара записывал музыку для игры на арфе и кельтские народные мелодии, но в конце 1970-х годов Зиентара начал записывать панк-музыку, и The Teen Idles стали одной из первых групп, которые он записал. В 1990 году Зиентара переехала в своё собственное здание.
В 2014 году студия была показана в мини-сериале Дэйва Грола «Foo Fighters: Sonic Highways».
В 2021 году было объявлено, что здание студии может быть выкуплено округом Арлингтон для создания нового арт- и/или промышленного района. Зиентара сказал, что, по его прогнозам, к 2021 году ему придётся съехать и что он рассматривает несколько вариантов, в том числе выход на пенсию. Зиентара объявил, что студия закроется 1 октября 2021 года. Закрытие состоялось в конце 2021 года. Кинорежиссёр Брайан Дэвис опубликовал девятиминутный документальный фильм о закрытии, состоящий в основном из интервью с Зиентарой. В 2022 году Зиентара вновь открыл студию в своём подвале.

## Список исполнителей[8][9][10][11][12]
- Minor Threat
- Bad Brains
- Fugazi
- Мэри Тимони
- Braid
- The Teen Idles
- Foo Fighters
- Urban Verbs